# Andrea Boattini
Andrea Boattini (Florença, 16 de setembro de 1969), é um astrônomo Italiano.
Ele é um grande descobridor de asteroides (num total 170) e de 11 cometas.
O asteroide 8925 Boattini foi assim nomeado em sua homenagem.

## Ligação Externa
- Pagina Pessoal